# Osvaldir & Carlos Magrão (álbum de 1996)
Oswaldir & Carlos Magrão é o quinto álbum da dupla gaúcha Osvaldir & Carlos Magrão editado em 1996 pela gravadora ACIT. O disco se tornou o mais vendido CD da música gaúcha e da dupla em especial, batendo hoje a casa dos 400 mil exemplares vendidos fora do Sul.
A música Querência Amada, gravada e composta originalmente por Teixeirinha se tornouo principal carro-chefe do álbum e da carreira da dupla, vindo a se apresentarem em um dos jogos do Grêmio em 1997, uma vez que a dupla já havia participado de uma volta olímpica durante uma partida contra o Palmeiras em 1995.
Além de Querência Amada, o álbum apresentava outros sucessos que também se imortalizaram no repertório da dupla, como Tropa de Osso (um dos temas que concorreu a Califórnia da Canção Nativa), Outras Fronteiras, Nós, Herdeiro da Pampa Pobre, Xote do Caminhoneiro e também Eu Sou do Sul como faixas de destaque.

## Lista de faixas[3]
1. Outras Fronteiras (Elizeu Vargas/Carlos Magrão) 3:20
2. Querência Amada (Teixeirinha) 3:51
3. Prece (José Mendes/Jayme Caetano Braun)  4:07
4. Nós (Valteron Cardoso) 3:28
5. Xote do Caminhoneiro (Darci Lopes) 2:51
6. Tropa de Osso (Humberto Zanatta/Luiz Carlos Borges) 3:30
7. Eu Sou do Sul (Elton Saldanha) 3:27
8. Xucros Desejos (Vaine Darde/Dudu) 3:26
9. Rio e Canoa (Fábio Júnior) 3:52
10. Herdeiro da Pampa Pobre (Vaine Darde/Gaúcho da Fronteira) 3:08
11. Roda de Chimarrão (Joel Marques) 3:07
12. Canção do Rádio (Elton Saldanha) 3:25